# Pellazgu
Pellazgu är två albanska tidningar som skapades av två olika skäl i två olika länder, den ena i Grekland och den andra i Egypten.

## Pellazgu (Grekland)
Pellazgu eller Pellazgos var den första tidningen på albanska språket som först publicerades 1 januari 1860 i Lamia i Grekland. Den grundades av Evangelis Zappas. Från och med 1861 började tidningen publiceras på både grekiska och albanska. Ett par år senare ändrade man tidningens namn till "Pellazgjotis". Tidningens redaktör var vid den här tiden Anastas Byku.

## Pellazgu (Egypten)
Den andra albanska tidningen med detta namn publicerades i Egyptens huvudstad Kairo. Första numret utkom den 1 mars 1907. Tidningen publicerades på turkiska och franska. Syftet med den här tidningen var att skapa idéer för befriandet av albanskbefolkade områden som befann sig i krigstillstånd. Tidningens redaktör var Sami Kulla Prizreni.